# Casretepenar
Casretepenar (em turco: Hasretpınar) ou Tondraque (em armênio/arménio: Թոնդրակ; romaniz.: Tondrak) é uma aldeia no distrito de Manzicerta, na província de Muxe, na Turquia. Segundo o censo de 2021, havia 834 habitantes.

## História
Casretepenar, originalmente chamada Tondraque pelos armênios, fica oito ou nove quilômetros a sudeste de Manzicerta, na margem esquerda do rio Murate, na encosta de uma montanha. Seu nome original deriva de antigos fossos naturais que eram usados localmente como fornos. Localizava-se historicamente no distrito (gavar de Apaúnia, da província da Turuberânia do Reino da Armênia. No século IX, foi o epicentro de um movimento camponês-sectário liderado por Simbácio de Zareavã e que foi nomeado tondraquiano em referência à aldeia. Em 1051-1052, Gregório Magistro puniu com severidade os revoltosos. Séculos depois, quando a região pertencia ao Império Otomano, Casretepenar fez parte do caza (distrito) de Manzicerta, do sanjaco de Muxe do vilaiete de Erzurum. No genocídio armênio de 1915, sua população foi massacrada.